# ديفيد غوف
ديفيد غوف (بالإنجليزية: David Gove)‏ هو لاعب هوكي جليد أمريكي، ولد في 4 مايو 1978 في Centerville, Massachusetts ‏ في الولايات المتحدة، وتوفي في 5 أبريل 2017 في بيتسبرغ في الولايات المتحدة.

## وصلات خارجية
- ديفيد غوف على موقع دوري الهوكي الوطني (الإنجليزية)
- ديفيد غوف على موقع EliteProspects.com (الإنجليزية)
- ديفيد غوف على موقع HockeyDB.com (الإنجليزية)
- ديفيد غوف على موقع Hockey-Reference.com (الإنجليزية)